# 霍利紹夫

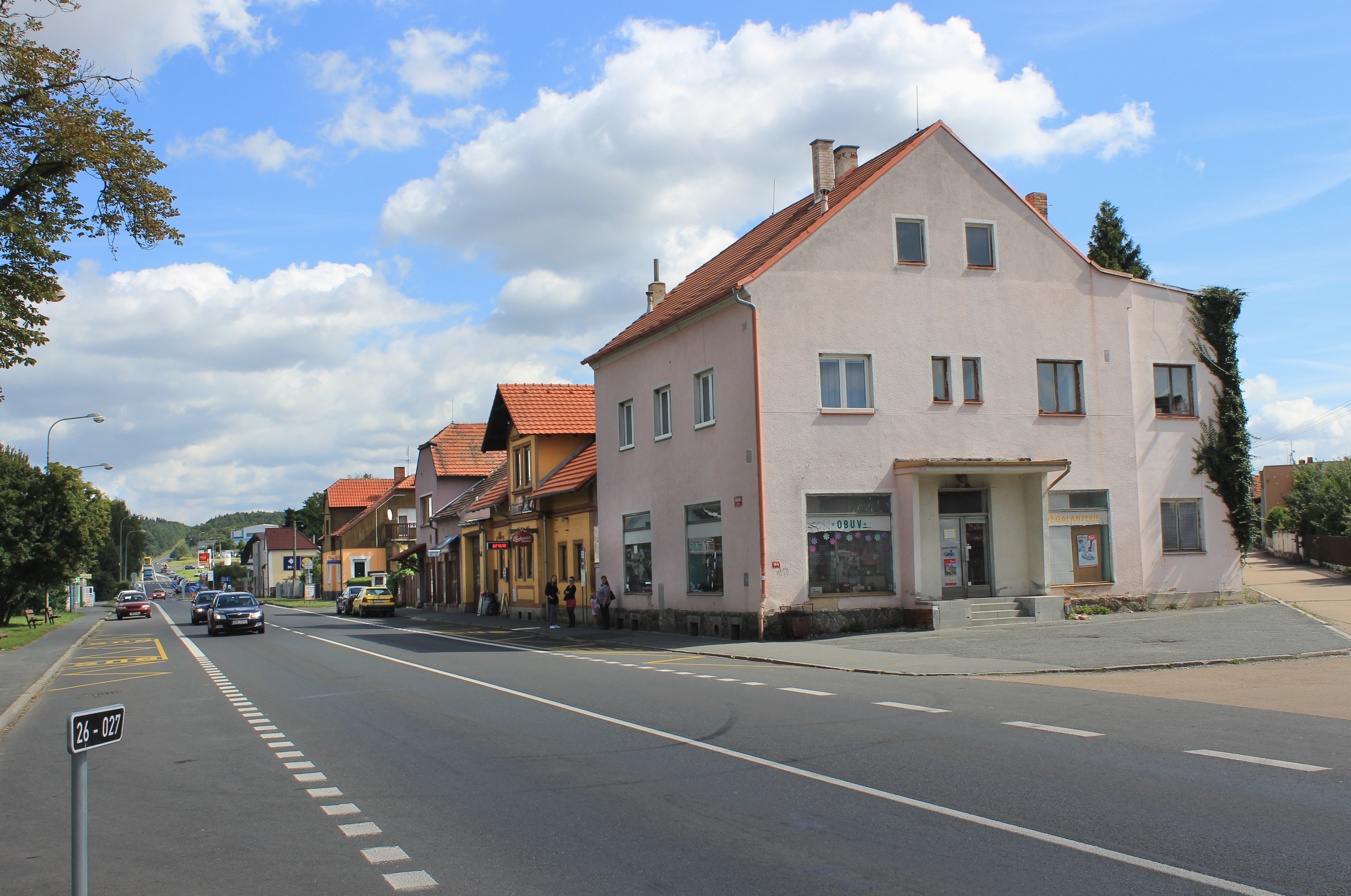
霍利紹夫

霍利紹夫是捷克的城鎮，位於該國西部拉德布扎河右岸，距離首府皮爾森約20公里，由比爾森州負責管轄，面積29.3平方公里，海拔高度357米，2006年人口4,813。